# Tetranchyroderma sanctaecaterinae
Tetranchyroderma sanctaecaterinae är en djurart som tillhör fylumet bukhårsdjur, och som beskrevs av Todaro, Balsamo och Ezio Tongiorgi 1992. Tetranchyroderma sanctaecaterinae ingår i släktet Tetranchyroderma och familjen Thaumastodermatidae. Inga underarter finns listade i Catalogue of Life.